# Bertrando de’ Rossi (vor 1365)

Wappen der Rossis.

Bertrando de’ Rossi (* vor 1365, San Secondo; † nach 1404, Ravenna) war ein italienischer Adliger aus dem Hause Rossi.

## Biografie
Bertrando wurde vor 1365 als Sohn von Giacomo de’ Rossi und Agnese Lupi geboren. 1370 schloss sein Vater, der erste Graf von San Secondo, ihn von der Nachfolge in die Lehen der Familie zugunsten seines Neffen Bertrando Junior aus, dessen Vater Bertrando Senior zusammen mit Giacomo das Lehen San Secondo 1365 von ihrem Onkel Ugolino, dem Bischof von Parma, gekauft hatte. Der Grund für diesen Ausschluss vom Erbe ist nicht bekannt, beruhte aber vermutlich auf einer Übereinkunft zwischen den beiden Brüdern, die das Lehen gekauft hatten.
Bertrando lebte bis zum Beginn des 15. Jahrhunderts in San Secondo und floh dann unter der Bedrohung der Verfolgung durch Ottobuono de’ Terzi nach Ravenna.

## Verwandte
Bertrando hatte mit seiner Gattin Costanza Aldighieri einen Sohn:
- Andrea, der später zum Stammvater der Rossis von Ravenna wurde.[1]